# Eduard Sjevardnadze
Eduard Ambrosis dze Sjevardnadze (georgiska: ედუარდ ამბროსის ძე შევარდნაძე; ryska: Эдуа́рд Амвро́сиевич Шевардна́дзе, Eduard Amvrosijevitj Sjevardnadze), född 25 januari 1928 i Mamati i Transkaukasiska SFSR, Sovjetunionen (i nuvarande Georgien), död 7 juli 2014 i Tbilisi, var en georgisk politiker. Han var Sovjetunionens siste utrikesminister och senare Georgiens andre president.
Sjevardnadze var generalsekreterare för kommunistpartiet i Georgiska SSR 1972-1985 och därmed sovjetrepublikens ledare. I samband med att Michail Gorbatjov blivit Sovjetunionens ledare 1985 utnämndes Sjevardnadze till utrikesminister. Som utrikesminister förespråkade han ökad avspänning mot väst och den så kallade Sinatradoktrinen, vilken fastslog att Sovjetunionens östeuropeiska satelliter själva skulle få välja politiskt system. Hans radikalism ledde till spänningar med Gorbatjov som önskade bevara Sovjetunionen och i december 1990 avgick han i protest mot den svaga reformviljan hos landets ledning. Han återkom som utrikesminister i november 1991 och stannade kvar på posten till Sovjetunionens upplösning drygt en månad senare.
Sjevardnadze var från 1992 det nyligen självständiga Georgiens ledare med titeln ordförande i statsrådet och talman i parlamentet. Efter presidentvalet 1995, då han erhöll 70 procent av rösterna, kunde han sväras in som Georgiens andra president. Hans presidenttid präglades av inre oroligheter, dels i utbrytarrepublikerna Abchasien och Sydossetien, och dels från den förre presidenten Zviad Gamsachurdias anhängare. Han avgick 2003 efter stora demonstrationer, den så kallade Rosenrevolutionen. Han efterträddes då som Georgiens president av reformpartiet Enade nationella rörelsens ledare Micheil Saakasjvili.